# 1969 en concierto
1969 en concierto es el álbum en vivo de la banda peruana The Mad's, lanzado en 2015.

## Lista de canciones
Todas las canciones compuestas por Manolo Ventura y Bill Morgan, excepto donde se dedique:

| N.º | Título                                                                                                | Duración |  |
| 1.  | «Medley: If You Feel/Drum Solo/I Want You» (Manolo Ventura y Bill Morgan/Larry Page y Colin Frechter) | 14:41    |  |
| 2.  | «Sing a Simple Song» (Sly Stone)                                                                      | 4:38     |  |
| 3.  | «One» (Harry Nilsson)                                                                                 | 1:44     |  |
| 4.  | «Hey Joe» (Billy Roberts)                                                                             | 6:41     |  |
| 5.  | «Feels Like Love»                                                                                     | 4:12     |  |
| 6.  | «Take Me for a Little While» (Trade Martin)                                                           | 4:35     |  |
| 7.  | «Rock & Roll Woman» (Stephen Stills)                                                                  | 9:57     |  |
| 8.  | «Baby Latina»                                                                                         | 4:30     |  |
| 9.  | «Aouh Aouh»                                                                                           | 7:59     |  |

### Pistas adicionales
| N.º | Título                            | Duración |  |
| 10. | «Fly Away (Take One)»             | 4:43     |  |
| 11. | «Why Not Blues?» (Manolo Ventura) | 9:12     |  |

## Presentación

### The Mad's
- Manolo Ventura – Primera guitarra y coros
- Bill Morgan – Bajo y primera voz
- Alex Ventura – Guitarra rítmica
- Richard Macedo – Batería (excepto tracks 10 y 11)

### Personal adicional
- Manongo Mujica - Batería (tracks 10 y 11)